# 구로다 하루히코
구로다 하루히코(일본어: 黒田東彦, 1944년 10월 25일~)는 일본의 은행가, 제31대 일본은행 총재이다.

## 생애
후쿠오카현 오무타시 출신으로 도쿄 교육 대학 부속 고마바 중학교와 고등학교를 졸업하고 도쿄 대학에 입학한다. 재학 중 사법시험에 합격했고, 졸업 후 대장성에 들어간다. 1999년부터 2003년까지 통화정책을 담당하는 재무성 재무관(국제금융담당)으로 재임하면서 엔화 가치 절하를 위해 외환시장 개입을 주도했고, 적극적으로 금융완화 정책을 주장했다.
2003년 재무성 퇴임 후 히토쓰바시 대학 대학원 교수를 거친 뒤, 2005년 아시아 개발 은행 총재로 취임해서 2013년까지 역임했다. 2013년 3월 20일 일본은행 총재에 취임하여 2023년 4월 8일까지 맡았다.

## 주장
오랜 시간 일본은행을 비판해왔고 15년에 걸친 일본의 경기침체의 원인이 일본은행에 있다고 언급했다. 동아시아 공동체 주의자로 알려졌고, '아시아도 경제적 통합이 진행되고 있으며 장기적으로는 공동 통화로 향할 가능성이 있다'고 주장한다.

## 같이 보기
- 아베노믹스
- 리플레이션